# Los Angeles Angels of Anaheim
Los Angeles Angels of Anaheim er et amerikansk baseballhold fra Anaheim, Californien, der spiller i MLB-ligaen. Angels hører hjemme i Western Division i American League, og spiller deres hjemmekampe på Angel Stadium of Anaheim.

## Historie
Angels blev stiftet i 1961 i Los Angeles under navnet Los Angeles Angels, som blev ændret til California Angels, efter klubbens hjemmebane i 1966 blev flyttet til forstaden Anaheim. Da Disney-koncern i 1995 købte klubben, blev navnet igen ændret, denne gang til Anaheim Angels. Klubben fik sit nuværende navn i 2005 og den seneste navneændring blev begrundet med øget muligheder for at markedsføre klubben i hele Los Angeles området.
Angels har en enkelt gang, i 2002, under navnet Anaheim Angels, vundet World Series, finalen i MLB-ligaen. Her besejrede man i finaleserien San Francisco Giants.

## Fodnoter
1. ↑  "Angels Baseball announces official name change | angels.com: Official Info". Arkiveret fra originalen 25. maj 2011. Hentet 21. juli 2011.